# Крупнов, Андрей Фёдорович
Андрей Фёдорович Крупнов (31 января 1934, Киргиз-Мияки, СССР — 28 января 2022, Нижний Новгород, Россия) — советский и российский физик, специалист в области микроволновой спектроскопии. Лауреат Государственной премии СССР 1980 года.

## Биография
Окончил Горьковский государственный университет по специальности физик-исследователь в 1957 году. После окончания учёбы устроился на работу в Научно-исследовательский радиофизический институт (НИРФИ).
В 1965 году под руководством В. С. Троицкого защитил кандидатскую диссертацию на тему «Молекулярный генератор миллиметрового диапазона на формальдегиде». В 1975 году защитил докторскую диссертацию «Микроволновая молекулярная спектроскопия в миллиметровом и субмиллиметровом диапазонах».
В 1977 году переходит на работу в только что созданный Институт прикладной физики АН СССР. Здесь до 2005 года возглавляет отдел микроволновой спектроскопии. С 2005 года — главный научный сотрудник института.

## Преподавание
Читал курсы лекций «Микроволновая спектроскопия» в Нижегородском государственном университете.
В 1992 году А. Ф. Крупнову было присвоено учёное звание профессора по кафедре «радиофизика».

## Награды
- Лауреат Государственной премии СССР за работу «Субмиллиметровая спектроскопия на основе ламп обратной волны» (1980)
- Лауреат совместной премии Академии наук ЧССР и Академии наук СССР за работу «Тонкая структура колебательно-вращательных спектров нежестких молекул» (1982)